# Taxonomie půd
Taxonomie půd se snaží o rozdělení půd podle určitých hledisek. Nejčastějšími parametry jsou geneze půd, jejich chemismus, fyzikální a biologické vlastnosti. Většina rozvinutých zemí má svůj taxonomický systém. V oblastech, kde neexistuje národní klasifikační systém půd se nejčastěji využívá amerického systému, nebo mezinárodního.

## Americká taxonomie
Tato taxonomie byla vyvinuta pracovníky USDA (Americké ministerstvo zemědělství) a NCSS (National Cooperative Soil Survey).

### Seznam druhů
- Alfisoly
- Andisoly
- Aridisoly
- Entisoly
- Gelisoly
- Histosoly
- Inceptisoly
- Mollisoly
- Oxisoly
- Spodosoly
- Ultisoly
- Vertisoly